# ستيفن فيلد
ستيفن فيلد (بالإنجليزية: Steven Feld)‏ هو عازف جاز أمريكي، ولد في 20 أغسطس 1949 في فيلادلفيا في الولايات المتحدة.

## وصلات خارجية
- ستيفن فيلد على موقع الموسوعة البريطانية (الإنجليزية)
- ستيفن فيلد على موقع ميوزك برينز (الإنجليزية)
- ستيفن فيلد على موقع ديسكوغز (الإنجليزية)